# Tortona
Tortona és un municipi italià, situat a la regió de Piemont i a la província d'Alessandria. L'any 2005 tenia 26.684 habitants.

## Fills ilustres
- Giuseppe Campora (1923-2004) tenor.
- Cesare Saccaggi (1868-1934) pintor.
- S. Luigi Orione (1872-1940) Sagrado